# Wind Gap, Pennsylvania
Wind Gap là một thị trấn thuộc quận Northampton, tiểu bang Pennsylvania, Hoa Kỳ. Năm 2010, dân số của thị trấn này là 2720 người.